# یاکوب پولسن
یاکوب بندیکس پولسن ((به انگلیسی: Jakob Bendix Uhd Poulsen) زادهٔ ۷ ژوئیهٔ ۱۹۸۳) بازیکن فوتبال اهل کشور دانمارک است.
وی برای تیم ملی دانمارک ۲۷ بازی انجام داده و ۱ گل به ثمر رسانده‌است. پست تخصصی این بازیکن نیز، هافبک است.